# ترجمه قرآن به زبان ایتالیایی
پیشینه ترجمهٔ قرآن به زبان ایتالیایی به سده ۱۶ میلادی بازمی‌گردد. حدود ۷۰ تا ۱۲۰ میلیون نفر در بیش از ۳۰ کشور به زبان ایتالیایی گویش دارند.

## پیشینه
در سال ۱۵۴۷ آندره‌آ آریوابنه ترجمه قرآن را به زبان ایتالیایی در ونیز با عنوان «قرآن محمد» منتشر کرد، که ظاهراً اولین ترجمه ایتالیایی قرآن است. گرچه خود او مدعی بود که قرآن را از اصل عربی ترجمه کرده، ولی به نظر می‌رسد که ترجمه‌اش مبتنی بر ترجمه روبرت کتون بوده‌است. این ترجمه مورد استفاده شوایگر، مترجم قرآن به آلمانی، قرار گرفت. همین ترجمه در ۱۶۴۱ به زبان هلندی نیز ترجمه شد. او ادعا کرده بود که مترجم کتاب است، اما او ویراستار و ناشر کتاب بوده‌است و از نام مترجم اطلاعی در دست نیست. مترجم، متن لاتینی قرآن را ترجمه کرده، اما در آغاز ترجمه خود ادعا نموده که متن اصلی، عربی بوده‌است. نبودن اطلاعات دقیق درباره مترجم این کتاب احتمالاً ناشی از هیئت تفتیش عقاید ونیز در ۱۵۵۴ (میلادی)، مبنی بر ممنوعیت قرائت قرآن، بوده‌است.
ترجمه دیگر قرآن توسط آکویلو فراکاسی در ۱۹۱۴ صورت گرفت؛ ولی گفته می‌شود بهترین ترجمه ایتالیایی متعلق به الساندرو بوزانی است که در ۱۹۵۵ منتشر شد.
در سال 2019 ترجمه جدیدی از قرآن به زبان ایتالیایی در سایت ادواردو آنیلی توسط حمید رابعی در مشهد منتشر شد[6]

## ترجمه‌های ایتالیایی
فهرست مهم‌ترین ترجمه‌های قرآن به زبان ایتالیایی:
| ردیف | مترجم قرآن                    | نام کامل                | عنوان ترجمه | عنوان کامل ترجمه     | توضیحات                                                                                             | تاریخ و محل چاپ                            |
| ---- | ----------------------------- | ----------------------- | ----------- | -------------------- | --------------------------------------------------------------------------------------------------- | ------------------------------------------ |
| ۱    | آندره‌آ آریوابنه               | Andrea Arrivabene       | قرآن محمد   | Alcorano di Maometto | همراه با شرح زندگی پیامبر اسلام و تاریخ صدر اسلام، ترجمه به زبان ایتالیایی از روی ترجمه لاتین کتونی | تولد و ونیز ۱۵۴۷ و ۱۵۷۴                    |
| ۲    | الساندرو بوزانی               | Alessandro Bausani      | قرآن        | Il Corano            | با مقدمه مفصل، تفسیر و توضیحات                                                                      | فلورانس، ۱۹۵۵ و ۱۹۷۸                       |
| ۳    | لوئیجی بونلی                  | Luigi Bonelli           | قرآن        | Il Corano            | ترجمه تحت‌اللفظی و تفسیر به زبان ایتالیایی                                                           | میلان، ۱۹۲۹، ۱۹۴۰، ۱۹۴۸، ۱۹۵۶، ۱۹۷۲، ۱۹۸۳. |
| ۴    | اوگینو کامیلو برانکی (برانشی) | Branchi Eugenio Camillo | قرآن کریم   |                      | ترجمه واژه به واژه از عربی به ایتالیایی، با متن عربی                                                | میلان، ۱۹۱۴                                |
| ۵    | کالزا، کاوال، ونچنزو          | Calza, Caval. Vincenio  | قرآن        | Il Corano            | ترجمه به ایتالیایی                                                                                  | تورینو، ۱۸۴۷                               |
| ۶    | اکیلیو فراکاسی                | Fracassi, Aquilio       | قرآن        | Il Corano            | ترجمه به ایتالیایی، با متن عربی                                                                     | میلان، ۱۹۱۴                                |
| ۷    | مارتینو ماریو مُرنو            | Moreno, Martino Mario   | قرآن        | Il Corano            | ترجمه به ایتالیایی                                                                                  | تورینو، ۱۹۶۷                               |
| ۸    | فدریکو پیرُنه                  | Peirone, Federico       | قرآن کریم   |                      | ترجمه به ایتالیایی، در دو جلد                                                                       | میلان، ۱۹۷۹                                |
| ۸    | آلفردو ویولانته               | Violante, Alferedo      | قرآن محمد   | Il Corano Maometto   | ترجمه به ایتالیایی                                                                                  | رم، ۱۹۱۲                                   |